# Cyperus majungensis
Cyperus majungensis är en halvgräsart som beskrevs av Henri Chermezon. Cyperus majungensis ingår i släktet papyrusar, och familjen halvgräs. Inga underarter finns listade i Catalogue of Life.